# Je suis le peuple
Pour plus de détails, voir Fiche technique et Distribution.
Je suis le peuple est un documentaire franco-égyptien réalisé par Anna Roussillon et sorti en 2016.

## Fiche technique
- Titre : Je suis le peuple
- Réalisation :	Anna Roussillon
- Scénario : Anna Roussillon
- Photographie : Anna Roussillon
- Son : Terence Meunier et Anna Roussillon
- Montage : Saskia Berthod et Chantal Piquet
- Production : Narratio Films - Haut les mains Productions
- Distribution : Docks 66
- Pays d’origine :  France -  Égypte
- Durée : 111 minutes
- Date de sortie : France - 13 janvier 2016

## Distinctions

### Récompenses
- Grand prix et prix du public au Festival du film de Belfort - Entrevues
- Grand prix au Doxa Documentary Film Festival (Canada)
- Grand prix au Fidadoc (Agadir)
- Prix de la compétition documentaire au San Cristobal International Film Festival

### Sélections
- Festival de Cannes 2015 (programmation de l'ACID)[1]
- Festival DocLisboa
- Festival international du film francophone de Namur 2015